# Višňové (Žilina)
|  | Per a altres significats, vegeu «Višňové». |

Višňové és un poble i municipi d'Eslovàquia que es troba a la regió de Žilina, al centre-nord del país.

## Història
La primera menció escrita de la vila es remunta al 1393.

## Galeria d'imatges

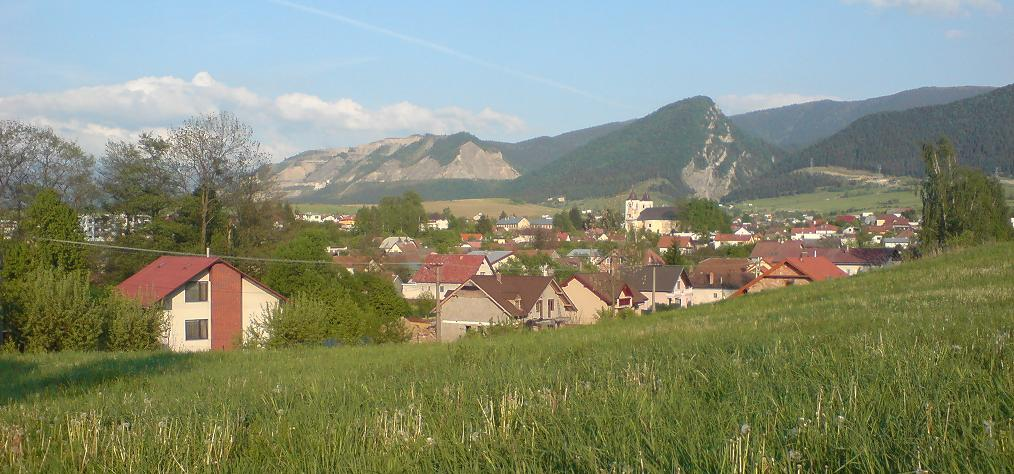
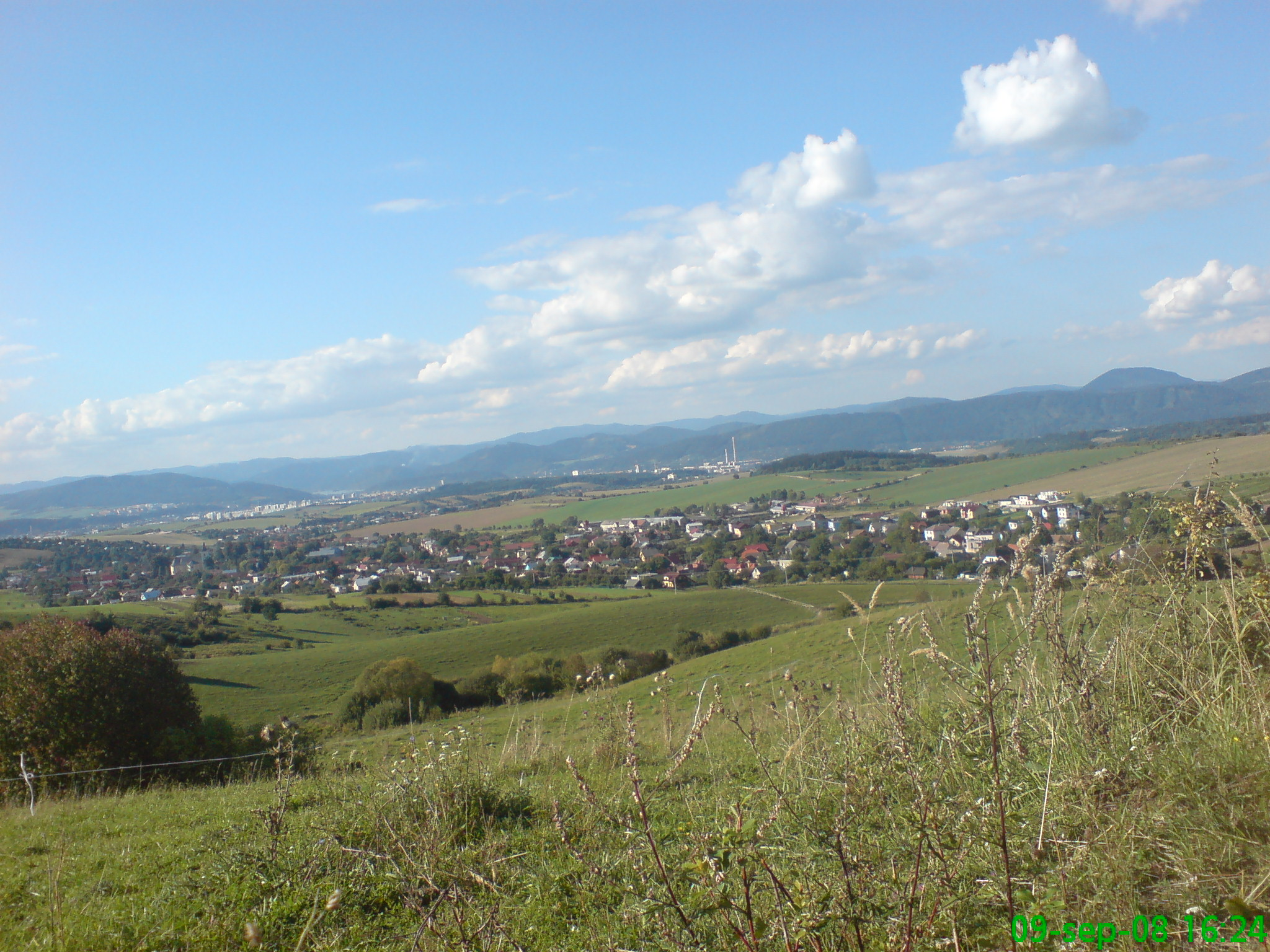
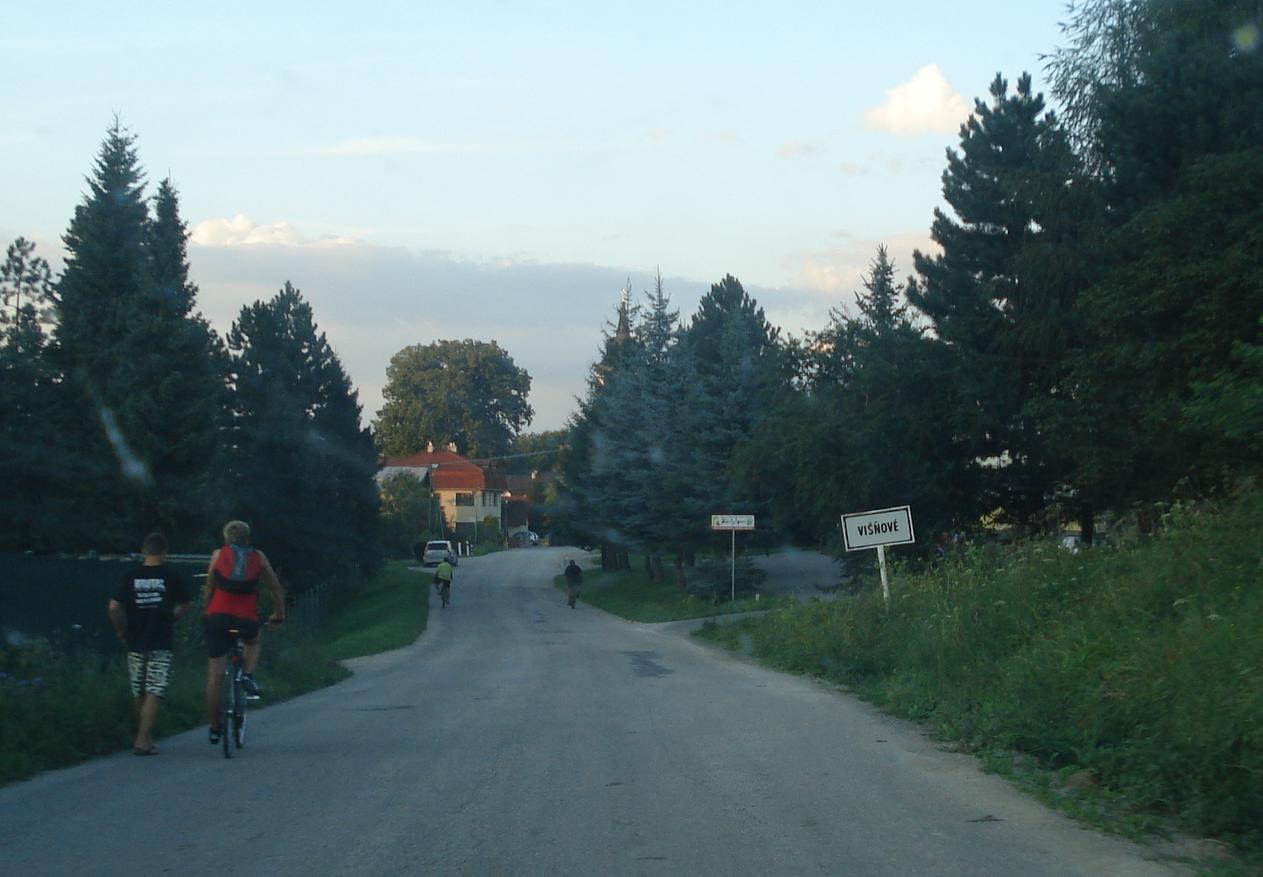
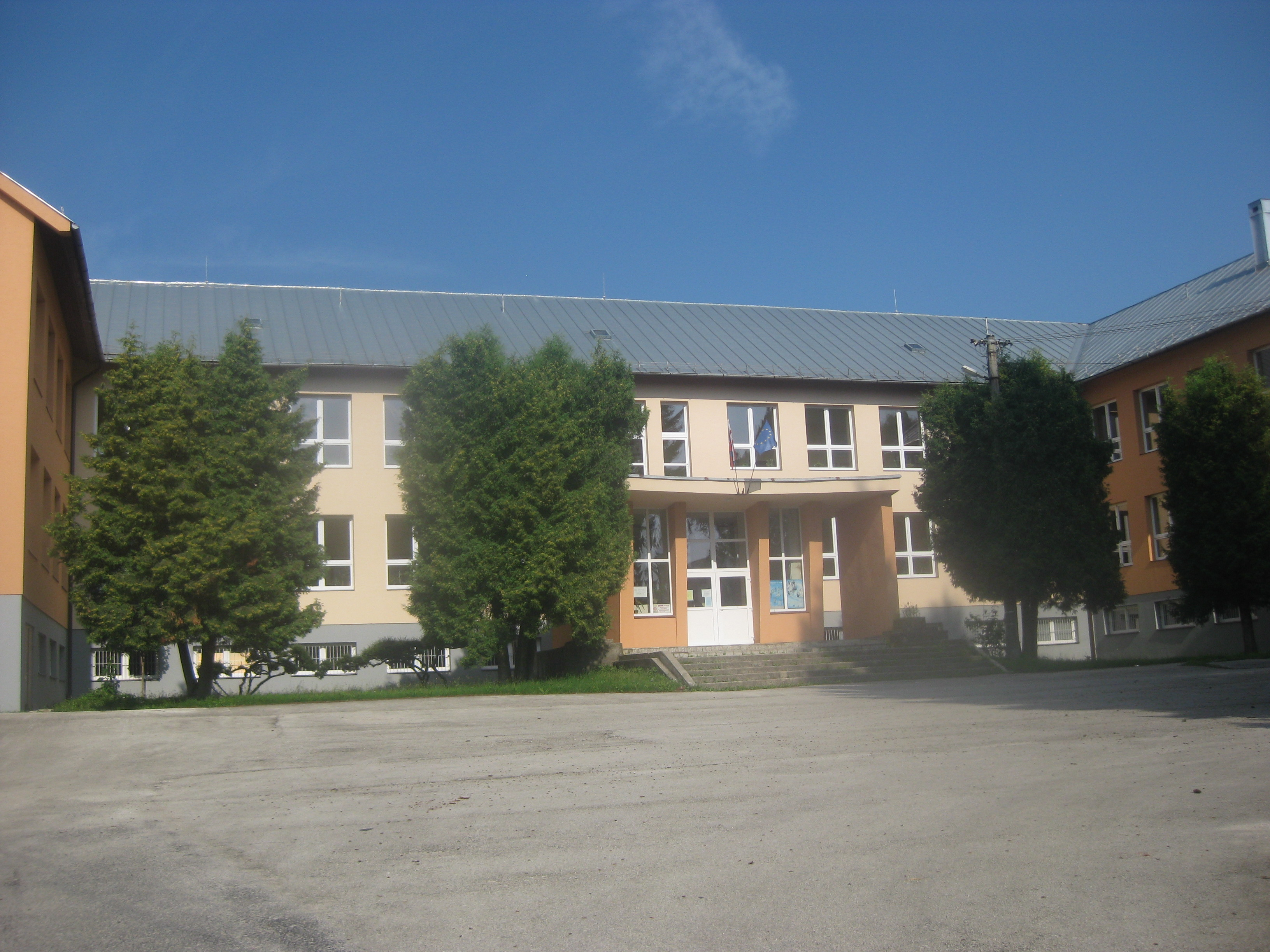
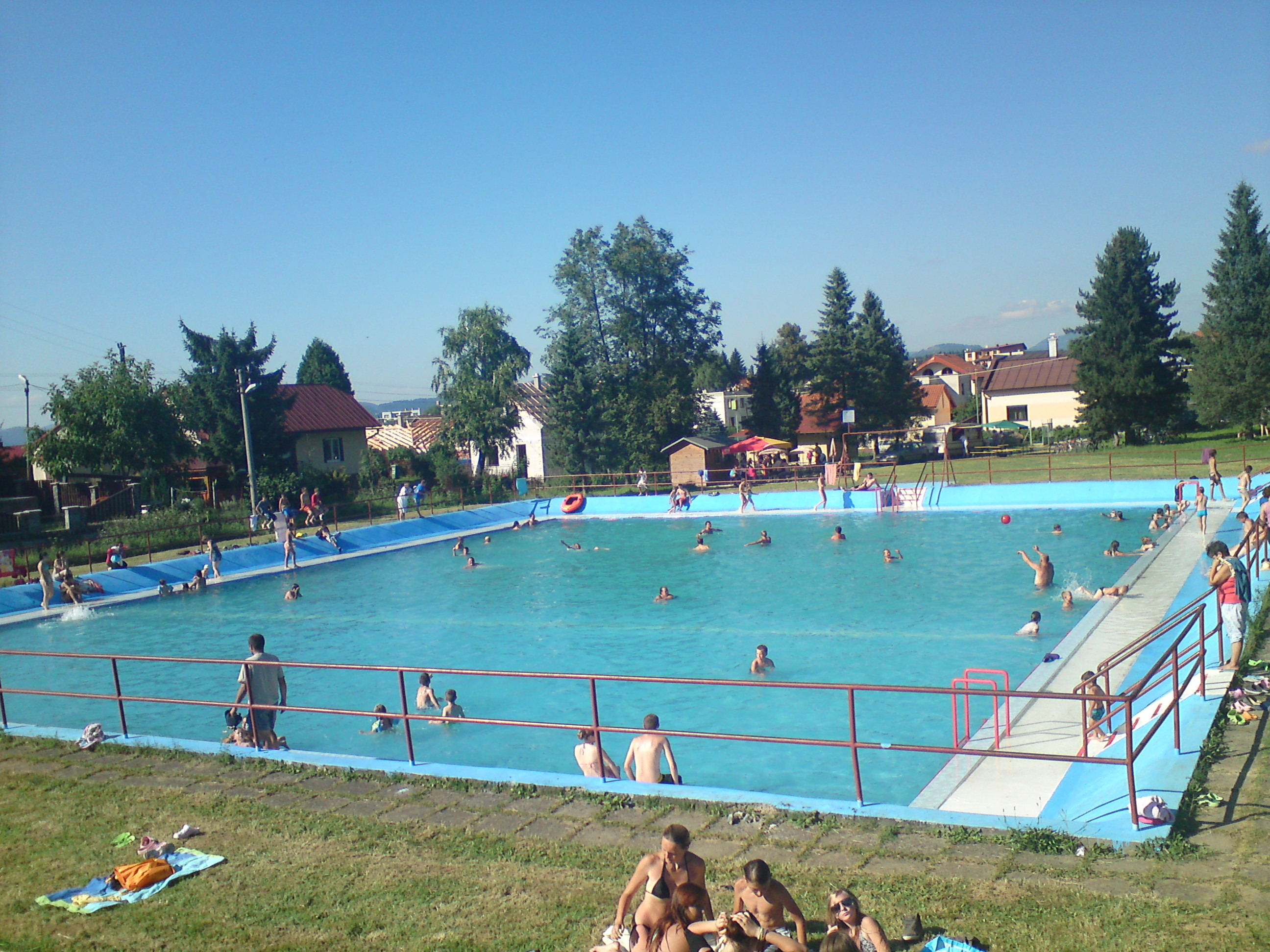

## Demografia
| Godina             | 1994 | 2004   | 2014   | 2024   |
| ------------------ | ---- | ------ | ------ | ------ |
| Nombre de persones | 2436 | 2520   | 2750   | 3013   |
| Diferència         |      | +3,44% | +9,12% | +9,56% |

| Godina             | 2023 | 2024   |
| ------------------ | ---- | ------ |
| Nombre de persones | 3010 | 3013   |
| Diferència         |      | +0,09% |